# Selma (nome)
Selma è un nome proprio di persona femminile diffuso in molte lingue, tra cui svedese, danese, norvegese, islandese, tedesco, olandese, inglese, spagnolo e catalano.

## Varianti
- Inglese: Zelma[1]

## Origine e diffusione
L'origine di questo nome, documentato inizialmente in Svezia, è incerta: potrebbe semplicemente essere di una forma abbreviata di Anselma, oppure potrebbe essere tratto dal nome di Selma, il castello di Ossian nei canti ossianici di James Macpherson. L'origine del nome del castello è a sua volta dubbia: Macpherson potrebbe averlo tratto dall'irlandese seilbh (plurale sealbha), "proprietà" oppure dallo scozzese sealladh math, "bella vista".
Un nome identico è usato anche in turco, ma in quel caso si tratta di una variante di Salomè, nonché in curdo, dove è una variante di Selima.

## Onomastico
Il nome è adespota, cioè non è portato da alcuna santa. L'onomastico ricade quindi il 1º novembre, giorno di Ognissanti.

## Persone
- Selma Bacha, calciatrice francese

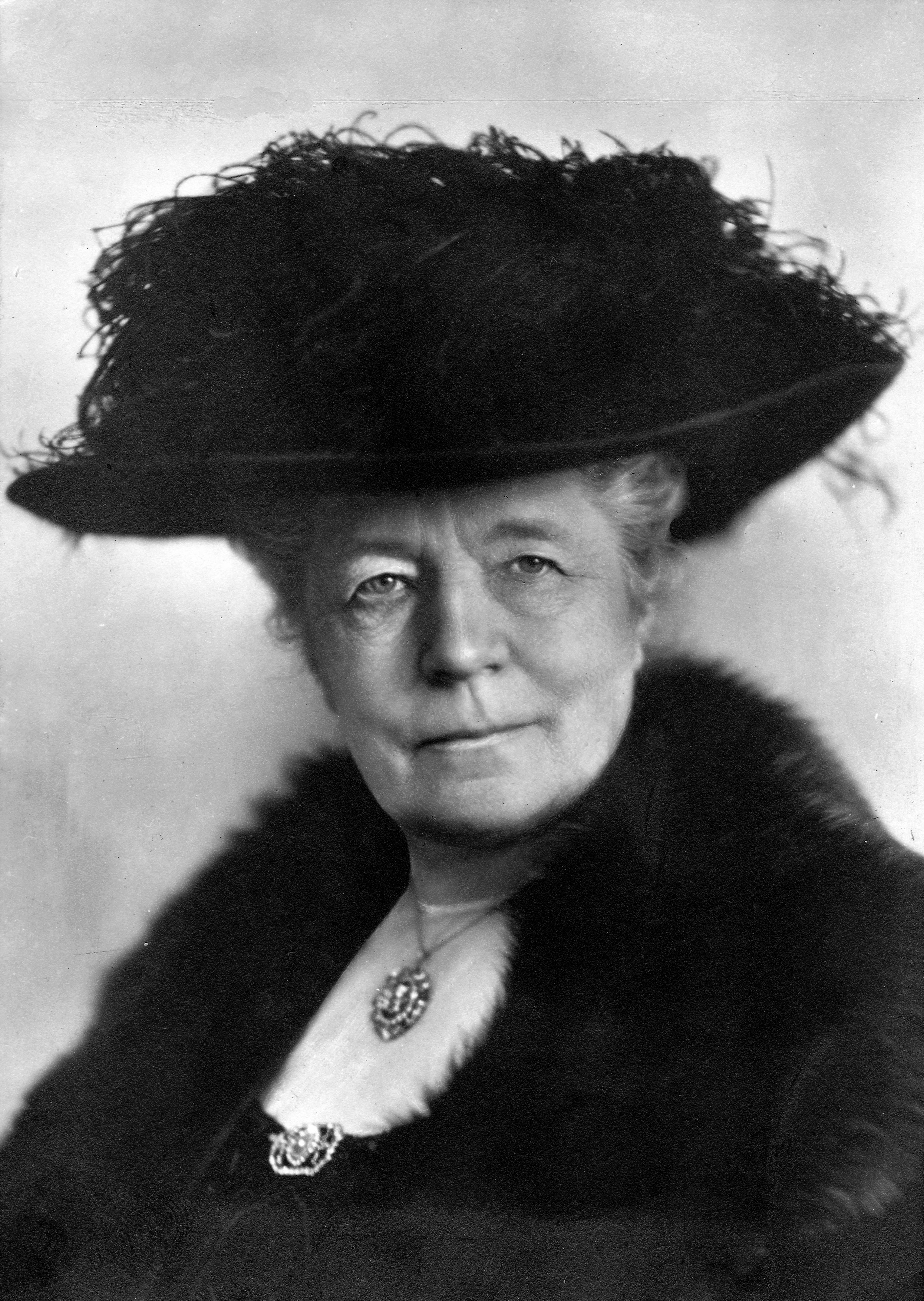
Selma Lagerlöf

- Selma Björnsdóttir, cantante, attrice e ballerina islandese
- Selma Blair, attrice statunitense
- Selma Engel-Wijnberg, superstite dell'Olocausto olandese naturalizzata statunitense
- Selma Hernandes, cantante brasiliana
- Selma Jacobsson, fotografa svedese
- Selma Lagerlöf, scrittrice svedese
- Selma Meerbaum-Eisinger, poetessa tedesca
- Selma Nicklaß-Kempnert, soprano e insegnante tedesca
- Selma Poutsma, pattinatrice di short track francese naturalizzata olandese

## Il nome nelle arti
- Selma è un personaggio del film del 2005 Beowulf & Grendel, diretto da Sturla Gunnarsson.
- Selma Bouvier è un personaggio della serie animata I Simpson.
- Selma Jezkova è un personaggio del musical del 2000 Dancer in the Dark, diretto da Lars von Trier.
- Selma Plout è un personaggio della serie televisiva Petticoat Junction.